# Jaulges
Jaulges és un municipi francès, situat al departament del Yonne i a la regió de Borgonya - Franc Comtat. L'any 2007 tenia 451 habitants.

## Demografia

### Població
El 2007 la població de fet de Jaulges era de 451 persones. Hi havia 188 famílies, de les quals 52 eren unipersonals (36 homes vivint sols i 16 dones vivint soles), 56 parelles sense fills, 64 parelles amb fills i 16 famílies monoparentals amb fills.
La població ha evolucionat segons el següent gràfic:
Habitants censats

### Habitatges
El 2007 hi havia 211 habitatges, 185 eren l'habitatge principal de la família, 14 eren segones residències i 12 estaven desocupats. 193 eren cases i 11 eren apartaments. Dels 185 habitatges principals, 149 estaven ocupats pels seus propietaris, 29 estaven llogats i ocupats pels llogaters i 7 estaven cedits a títol gratuït; 2 tenien una cambra, 10 en tenien dues, 36 en tenien tres, 43 en tenien quatre i 94 en tenien cinc o més. 128 habitatges disposaven pel capbaix d'una plaça de pàrquing. A 67 habitatges hi havia un automòbil i a 94 n'hi havia dos o més.

### Piràmide de població
La piràmide de població per edats i sexe el 2009 era:
| Homes | Edats   | Dones |
| ----- | ------- | ----- |
| 0     | 95 o +  | 0     |
| 0     | 90 a 94 | 0     |
| 0     | 85 a 89 | 8     |
| 0     | 80 a 84 | 0     |
| 8     | 75 a 79 | 12    |
| 20    | 70 a 74 | 8     |
| 12    | 65 a 69 | 20    |
| 4     | 60 a 64 | 8     |
| 0     | 55 a 59 | 12    |
| 28    | 50 a 54 | 0     |
| 4     | 45 a 49 | 28    |
| 32    | 40 a 44 | 16    |
| 20    | 35 a 39 | 12    |
| 12    | 30 a 34 | 8     |
| 28    | 25 a 29 | 12    |
| 8     | 20 a 24 | 16    |
| 16    | 15 a 19 | 28    |
| 20    | 10 a 14 | 24    |
| 8     | 5 a 9   | 12    |
| 0     | 0 a 4   | 16    |

## Economia
El 2007 la població en edat de treballar era de 300 persones, 230 eren actives i 70 eren inactives. De les 230 persones actives 214 estaven ocupades (120 homes i 94 dones) i 16 estaven aturades (7 homes i 9 dones). De les 70 persones inactives 24 estaven jubilades, 21 estaven estudiant i 25 estaven classificades com a «altres inactius».

### Ingressos
El 2009 a Jaulges hi havia 175 unitats fiscals que integraven 448 persones, la mediana anual d'ingressos fiscals per persona era de 17.242 €.

### Activitats econòmiques
Dels 6 establiments que hi havia el 2007, 1 era d'una empresa extractiva, 2 d'empreses de construcció, 2 d'empreses de comerç i reparació d'automòbils i 1 d'una empresa de serveis.
Dels 2 establiments de servei als particulars que hi havia el 2009, 1 era un guixaire pintor i 1 electricista.
L'any 2000 a Jaulges hi havia 10 explotacions agrícoles que ocupaven un total de 756 hectàrees.

## Equipaments sanitaris i escolars
El 2009 hi havia una escola maternal integrada dins d'un grup escolar amb les comunes properes formant una escola dispersa.

## Poblacions properes
El següent diagrama mostra les poblacions més properes.